# Ctenops
Ctenops is een monotypisch geslacht van straalvinnige vissen uit de familie van echte goerami's (Osphronemidae).

## Soort
- Ctenops nobilis McClelland, 1845